# Aventuras en el tiempo
Aventuras en el tiempo é uma telenovela mexicana produzida pela Televisa e exibida no Canal de las Estrellas entre 19 de março e 10 de agosto de 2001, substituindo Carita de ángel e sendo substituída por Maria Belén.
A trama é protagonizada por Belinda, Christopher Uckermann, Gerardo Murguía e Maribel Guardia e antagonizada por Vanessa Guzmán e Odiseo Bichir.

## História
Esta é a história inovadora que acontece num verão cheio de emoções e aventuras, onde cinco crianças engenhosas viajam à lugares afastados... no tempo. É o fim das aulas e Violeta está triste porque Marcos, o seu tio e tutor, teve que viajar pelo seu trabalho e deverá passar as férias na casa da sua avó Margarida em Vila Florida, uma cidade nos arredores da cidade grande, onde não passa nada. O verão promete ser muito chato, e mais porque a avó, embora seja alegre e carinhosa, vive com sua amiga Urraca.Senhora brava e rígida que à todo preocupa-o. Mas muito cedo Violeta estará vivendo o momento de maior aventura da sua vida.

## Elenco[2]
| Ator/Atriz              | Personagem                  |
| ----------------------- | --------------------------- |
| Belinda                 | Violeta Flores              |
| Christopher Uckermann   | Ángel Del Huerto            |
| Maribel Guardia         | Flor del Huerto             |
| Gerardo Murguía         | Marcos Flores               |
| Alejandro Speitzer      | "Neto" Del Huerto           |
| Roberto Marín           | Narciso                     |
| Ramiro Torres           | Leonardo                    |
| Naydelin Navarrete      | Paloma                      |
| Yissmali Castillo       | Maritza                     |
| Carmen Montejo          | Margarita Rosales de Flores |
| Marga López             | Urraca Valdepeña            |
| Odiseo Bichir           | Avaro Zopilote              |
| Vanessa Guzmán          | Faby Wolf                   |
| Héctor Ortega           | Señor Wolf                  |
| Ernesto D'Alessio       | "El Brother"                |
| Alessandra Rosaldo      | "La Flower"                 |
| Mario Prudom            | Carlos Espino               |
| Gustavo Aguilar         | Señor Malrostro             |
| Juan Carlos Casasola    | Juiz Chacal                 |
| Pedro Weber "Chatanuga" | Don Manuel                  |
| Mónica Riestra          | Estefani                    |
| Nora Velázquez          | Rocío                       |
| Roxana Saucedo          | Mãe de Ángel y Neto         |
| Javier Herranz          | Pai de Ángel y Neto         |
| Barbara Ferré           | Begoña                      |
| Martha Sabrina          | Carla                       |
| Irán Castillo           | Azucena                     |
| Silvia Pinal            | Silvia                      |
| Silvia Pasquel          | La Barbura                  |
| Lourdes Munguía         | Rosalba                     |
| Fabián Lavalle          | Fabiruchis                  |
| Juan Pablo Gamboa       | Salvador                    |
| Ariadna Arguello        | Rosenda                     |
| Daniela Mercado         | María José                  |
| Wendy González          | Equis                       |
| Irán Eory               | Violeta idosa               |
| Julio Camejo            | –                           |

## Discografia

### Aventuras en el Tiempo
- 1.Aventuras en el tiempo
- 2.Dame una seña
- 3.Perdóname
- 4.Amor primero
- 5.Sólo es cosa de bailar
- 6.Si nos dejan
- 7.Mi estrella de amor
- 8.Para siempre
- 9.Bailar contigo
- 10.Amigos, amigos
- 11.De niña a mujer
- 12.Todos al mismo tiempo

### Aventuras en el Tiempo - Ao vivo
- 1.Opening
- 2.Aventuras en el tiempo
- 3.Amor primero
- 4.Para siempre
- 5.Dame una seña
- 6.Somos un par de locos
- 7.Solo es cosa de bailar
- 8.Popurrí (Tema de Neto, Tú eres quien, No es tan fácil)
- 9.Tema de Paloma
- 10.Mi estrella de amor
- 11.Perdóname
- 12.Amigos, amigos
- 13.Si nos dejan
- 14.De niña a mujer
- 15.Bailar contigo
- 16.Todos al mismo tiempo
- 17.Aventuras en el tiempo (Final)

## Videografia

### Aventuras en el Tiempo: O final do concerto (VHS)
- 1.Opening
- 2.Aventuras en el tiempo
- 3.Amor primero
- 4.Para siempre
- 5.Dame una seña
- 6.Somos un par de locos
- 7.Solo es cosa de bailar
- 8.Popurrí (Tema de Neto, Tú eres quien, No es tan fácil)
- 9.Juntas para siempre
- 10.Sabes (Tema de Paloma)
- 11.Mi estrella de amor
- 12.Perdoname
- 13.Amigos, amigos
- 14.Si nos dejan
- 15.De niña a mujer
- 16.Bailar contigo
- 17.Todos al mismo tiempo
- 18.Aventuras en el tiempo (Finale)

### Aventuras en el Tiempo: Capítulo Especial (VHS)
- Un episodio especial con muchas más aventuras de la pandilla.

## Prêmios e Indicações

### Prêmios TVyNovelas 2002
| Categoria                  | Nomeado(a)            | Resultado |
| -------------------------- | --------------------- | --------- |
| Melhor revelação masculina | Christopher Uckermann | Nomeado   |